# Stadio El Teniente
Lo Stadio El Teniente (in spagnolo Estadio El Teniente) è uno stadio calcistico di Rancagua, in Cile, della capienza di 18 037 spettatori. La sua costruzione risale al 1941. È utilizzato prevalentemente dalla squadra locale, il O'Higgins.
Ha ospitato alcune partite del campionato mondiale di calcio 1962 e della Coppa America 2015.

## Incontri del campionato mondiale di calcio 1962
- Argentina -  Bulgaria 1-0 (Gruppo 4) il 30 maggio
- Ungheria -  Inghilterra 2-1 (Gruppo 4) il 31 maggio
- Inghilterra -  Argentina 3-1 (Gruppo 4) il 2 giugno
- Ungheria -  Bulgaria 6-1 (Gruppo 4) il 3 giugno
- Argentina -  Ungheria 0-0 (Gruppo 4) il 6 giugno
- Inghilterra -  Bulgaria 0-0 (Gruppo 4) il 7 giugno
- Cecoslovacchia -  Ungheria 3-1 (Quarti di finale) il 10 giugno